# Reviers
 Reviers  ist eine französische Gemeinde mit 601 Einwohnern (Stand 1. Januar 2022) im Département Calvados in der Region Normandie; sie gehört zum Arrondissement  Caen und zum Kanton Thue et Mue.

## Bevölkerungsentwicklung
| Jahr      | 1962 | 1968 | 1975 | 1982 | 1990 | 1999 | 2007 | 2016 |
| Einwohner | 341  | 330  | 361  | 399  | 398  | 479  | 558  | 572  |

## Sehenswürdigkeiten
- Kapelle Sainte-Christine (Monument historique)
- Kirche Saint-Vigor
- Kanadischer Soldatenfriedhof Bény-sur-Mer
- der Menhir de la Pierre Debout (Reviers) (Monument historique)

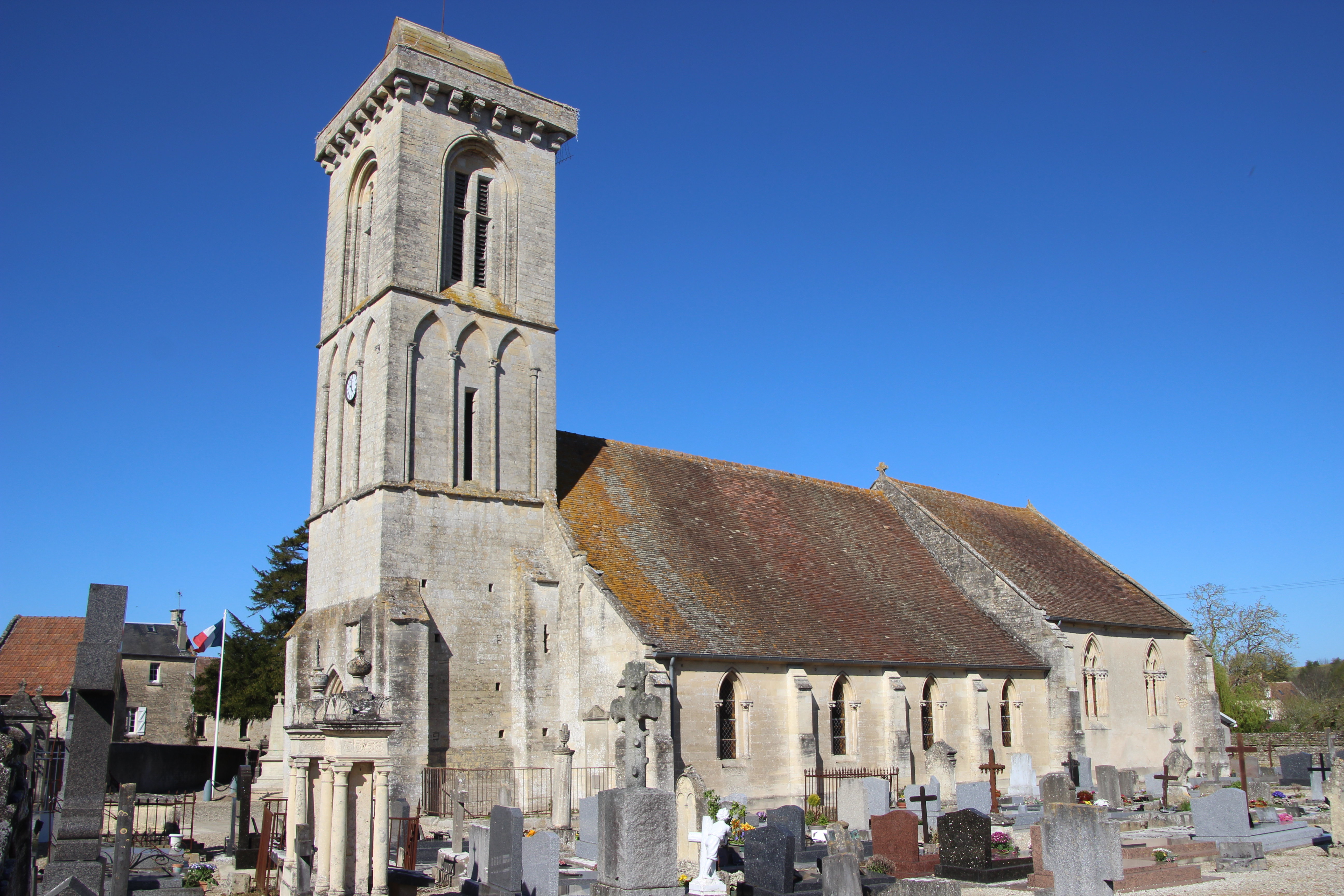
Kirche Saint-Vigor

- Friedhof aus merowingischer Zeit

## Persönlichkeiten
- Reviers ist der Herkunftsort der Familie Redvers.
- Louis-Eugène-Arsène Turquetil (1876–1955), römisch-katholischer Ordensgeistlicher, Apostolischer Vikar von Baie d’Hudson (Hudson Bay)